# Stephen Roth-institutet
Stephen Roth-institutet, The Stephen Roth Institute for the Study of Contemporary Antisemitism and Racism, är ett forskningsinstitut vid Tel Avivs universitet i Israel som har till huvuduppgift att studera samtida antisemitism och rasism.